# 井口鹿象
井口 鹿象（いぐち しかぞう、1887年7月8日 - 1956年3月13日）は日本の工学者、官僚。工学博士（東京帝国大学）。室蘭工業大学初代学長。北海道大学・室蘭工業大学名誉教授。専門は、水工学・河川工学。

## 略歴
静岡県出身。1915年東京帝國大學工学部土木工学科を卒業し、内務省に入省。同内務部土木課長。1930年北海道帝國大學工学部教授（水工学・河川工学講座を担当）。1931年より2年間独・伊・米に留学。1942年同工学部長。1948年北海道大学退官。同名誉教授。室蘭工業専門学校校長に就任。1949年室蘭工業大学初代学長に就任。
1956年に同学長在職中に逝去。同名誉教授。
性格は几帳面で責任感が強かったといい、それがもとで亡くなったという。1956年4月17日に室蘭工業大学にて大学葬を執り行った。

## 栄典
- 1945年（昭和20年）1月25日 - 勲二等瑞宝章[1]

## 受賞歴
- 土木学会賞
  - 北海道大学で初受賞となった。

## 著書
- 『黄河に就て(滿蒙研究資料 ; 第20號)』（北海道帝國大學滿蒙研究會, 1925年）